# Donyell Malen
Donyell Malen (nascut el 19 de gener de 1999) és un futbolista professional neerlandès que juga com a davanter a l'Aston Villa FC de la Premier League i a la selecció dels Països Baixos. Malen va començar la seva carrera professional al PSV Eindhoven. A nivell juvenil també va participar en l'Ajax i l'Arsenal.

## Carrera de club

### Inicis
Nascut a Wieringen, Hollands Kroon, Malen va començar la seva carrera amb l'Ajax el 2007. Tot i la gran resistència de l'Ajax, el 2015 va deixar l'Ajax per unir-se al club anglès Arsenal FC. Malen hi va anar perquè l'Arsenal era al costat dels seus herois Thierry Henry i Dennis Bergkamp.

### Arsenal

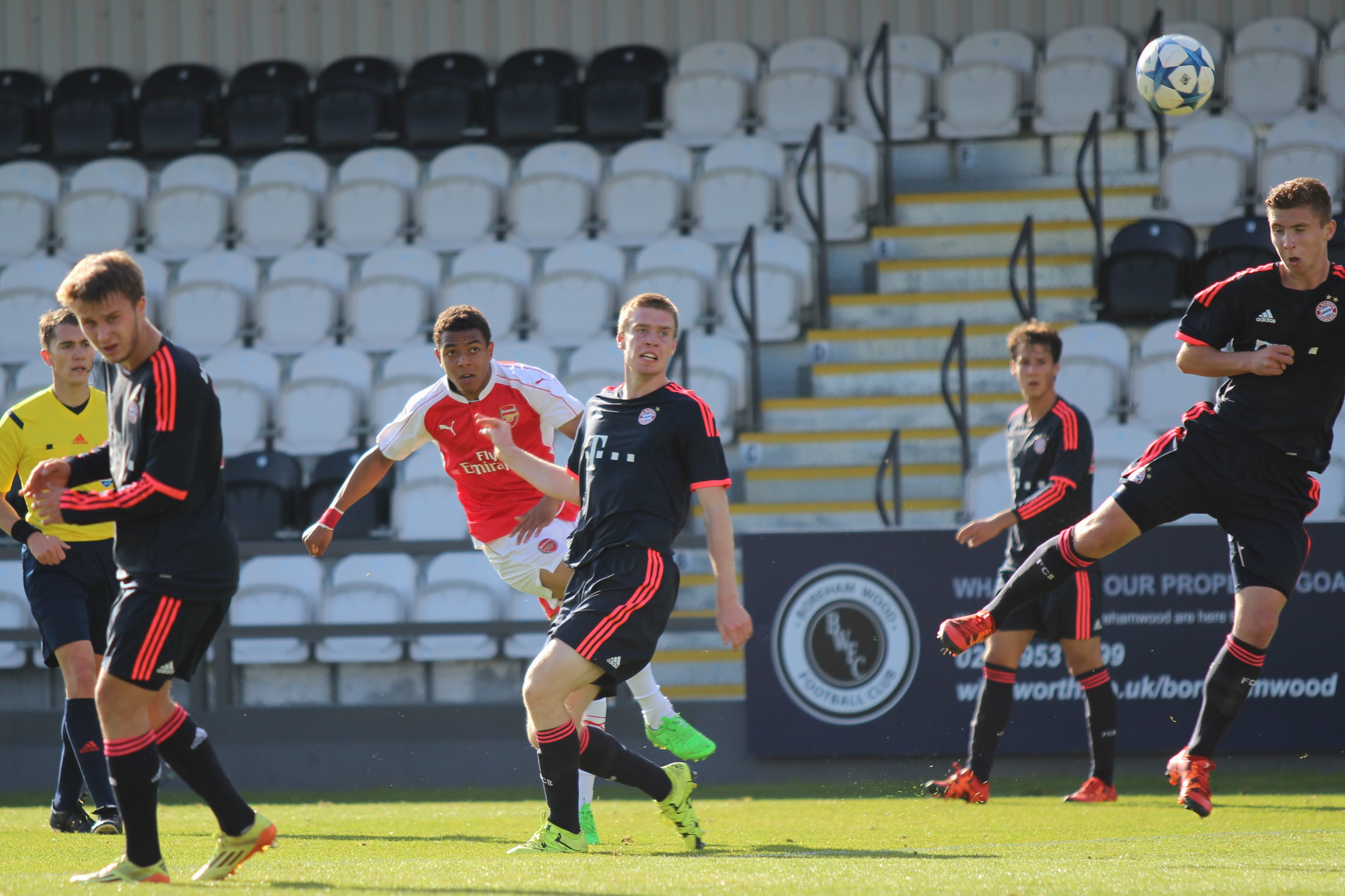
Malen mentre jugava a l'Arsenal

Malen va començar a jugar als equips juvenils de l'Arsenal a la Youth Premier League juntament amb la FA Youth Cup i la Lliga Juvenil de la UEFA la temporada 2015-16. Va començar a mostrar el seu talent impressionant durant la seva temporada de debut amb els Gunners. Va marcar als quarts de final de la FA Youth Cup al Coventry City en un partit que l'Arsenal va guanyar als penals. Sortint de la banqueta, va marcar contra el Manchester City a la semifinal de la FA Youth Cup 2016 a l'Emirates Stadium. i va jugar 30 vegades durant la temporada, marcant 14 gols. Durant la temporada 2016-17, Malen va jugar molt per la banda, i va ser inclòs a la gira de pretemporada 2017-18 del club per Austràlia i la Xina. Va fer el seu debut amb l'Arsenal en una victòria per 2-0 sobre Sydney el 13 de juliol.

### PSV
Malen va ser venut per l'Arsenal al PSV Eindhoven a finals d'agost de 2017.
Malen va passar a jugar d'extrem al Jong PSV. El 24 de novembre, Malen va marcar un doblet en el gol de Jong PSV per 6-0 contra el Telstar. Va tornar a marcar en una victòria per 3-0 del PSV II sobre el FC Oss el 27 de novembre. Malen va marcar i va aconseguir una assistència en una derrota per 2-3 del PSV II davant Fortuna el 4 de desembre. Va tornar a marcar en un empat 1-1 contra el Go Ahead Eagles el 12 de desembre. Malen va ser nomenat a l'equip de la setmana de la Jupiler League de Voetbal International un dia després.
Malen va rebre el Brau de Bronze per ser el Millor Talent per al segon període de la Jupiler League 2017-18 el 29 de gener de 2018. Va debutar amb el PSV en la victòria de l'Eredivisie per 4-0 contra el PEC Zwolle el 3 de febrer. Malen va guanyar el títol de l'Eredivisie 2018 amb el PSV. També va acabar la temporada 2017-18 com a màxim golejador del Jong PSV.
El 14 de setembre de 2019, Malen va marcar els 5 gols del PSV quan va golejar el Vitesse. El 29 d'octubre de 2020, va marcar un doblet en la victòria fora de casa per 2-1 contra l'AC Omonia a la UEFA Europa League 2020-21. Malen va tenir la seva campanya més productiva per al PSV durant la temporada 2020-21, marcant 19 gols en 32 partits mentre el seu club va quedar segon a l'Eredivisie. Va afegir 8 gols més a la competició de la Lliga Europa i la Copa KNVB i també va registrar 10 assistències, mostrant les seves característiques com a davanter polifacètic.

### Borussia Dortmund
El 27 de juliol de 2021, Malen va completar el trasllat al club de la Bundesliga Borussia Dortmund, signant un contracte de cinc anys. El 20 de febrer de 2024, es va convertir en el primer futbolista neerlandès que va marcar contra un equip del seu país a la UEFA Champions League després de fer-ho en un empat 1-1 contra el PSV Eindhoven, el seu antic club. Michael Mols va aconseguir aquesta gesta per als Rangers contra el PSV Eindhoven vint-i-cinc anys abans.

## Palmarès
PSV
- Eredivisie: 2017–18[23]

Individual
- Brau de Bronze: Lliga Jupiler 2017–18[22]
- Jugador del mes de l'Eredivisie: setembre de 2019,[28] febrer de 2021[29]
- Jugador del mes de la Bundesliga: abril de 2023[30]